# Spec Ops: Covert Assault
Spec Ops: Covert Assault — компьютерная игра в жанре шутера от третьего лица, третья часть из серии игр Spec Ops, которая выпускалась для PlayStation. Игра была разработана компанией Runecraft и выпущена издательством Take-Two Interactive 28 июня 2001 года эксклюзивно для игровой консоли PlayStation. 23 июля 2009 года компанией Sony Computer Entertainment America был выпущен ремейк Spec Ops: Covert Assault для консолей PlayStation 3 и PlayStation Portable.

## Игровой процесс
Как и в предыдущих частях, игрок выбирает из группы рейнджеров команду элитных бойцов и ведёт их на борьбу с противником.
Действия игры происходят в четырёх локациях на разных видах местности. Сочетая разнообразных по профилю солдат, таких как снайперы, артиллеристы и гренадеры игрок выполняет задания миссии. В распоряжении игрока большой арсенал современного вооружения.

## Отзывы
Spec Ops: Covert Assault собрал достаточно отрицательные отзывы. Журнал Game Informer выставил игре оценку в 40 %, а журнал Official U.S. PlayStation Magazine оценил её в 20 %.
Другие авторитетные игровые издания выставили игре оценки в диапазоне от 20 % до 60 %.